# Черни, Вольфганг
Вольфганг Черни (нем. Wolfgang Cerny; род. 31 августа 1984, Вена) — австрийский и российский актёр театра и кино, продюсер.
Наиболее известен[кому?] ролями в российских военных фильмах «Собибор» (2018) и «Красный призрак» (2021). Работает и живет в России с 2012 года.

## Биография
Вольфганг вырос в семье спортсменов чешского происхождения. Во время учебы в спортивной гимназии играл в различных школьных и студенческих группах Вены. Активно занимался спортом, в том числе боевыми искусствами, боксом, верховой ездой, горными лыжами, серфингом, плаванием. Он сертифицированный лыжный инструктор.
Изначально Вольфганг хотел стать врачом и поступил в медицинский университет. Его отец — дантист, а брат Михаэль — пластический хирург. Но вскоре решил, что профессия врача не для него. Вместо этого Вольфганг отправился в Лос-Анджелес и год учился в Американской академии драматического искусства. После этого он вернулся в Австрию, так как не хотел жить в США.
Позже он участвовал в актерских проектах Венской киноакадемии и Венского университета прикладных искусств. Черни также снялся в нескольких короткометражных фильмах, а короткометражный фильм «Мы все обнажены внизу» (2006, режиссер Александр Дирнингер) был показан на различных кинофестивалях в Вене, Гамбурге, Бресте и Токио. В мае 2008 года Черни сыграл в Венском Off-Theatre в спектакле «Тайфун» Менихерта Лендьеля в постановке Даниэля Шредера. Он также играл в Вене в Театре на Драхенгассе.
В 2009 году Черни закончил обучение актерскому мастерству в Венском университете музыки и исполнительского искусства. С февраля 2009 года Черни играл в Народном театре Вены в сценической версии «Выпускника». В его театральном репертуаре такие роли, как Джимми в «Оглянись в гневе» Джона Осборна, Марк Антон в «Юлии Цезаре» Уильяма Шекспира, Фердинанд в «Коварствах и любви» Фридриха Шиллера и другие. С августа 2009 года по август 2010 года Черни играл Лукаса Застрова в популярной немецкой теленовелле «Шторм любви», которая стала для него прорывной ролью. С октября 2009 года по август 2010 года он был главным актером 5-го сезона вместе с партнершей по экрану Сарой Сторк. В 2010–2011 годах Черни был участником ансамбля мюнхенского «Шаубурга» и играл как в классических, так и в современных произведениях Уильяма Шекспира и Блейка Нельсона. В 2011 году Черни сыграл там роль принца Фердинанда в позднем произведении Шекспира «Буря».
Летом 2012 года Вольфганг Черни исполнил главную роль немецкого снайпера Александра фон Фосса в российском мини-сериале «Снайперы: Любовь под прицелом» вместе с Татьяной Арнтгольц режиссера Зиновия Ройзмана. Специально для этой роли он выучил русский язык, благодаря чему впоследствии стал востребованным актёром в России. В эпизоде 11-го сезона австрийского криминального сериала SOKO Donau (2019) он сыграл кузнеца и члена средневековой труппы. В 2018 году он сыграл сержанта-садиста Густава Вагнера в российской драме о Второй мировой войне «Собибор», основанной на реальных событиях.
В 2020 году Черни принял участие в российском танцевальном телешоу «Ледниковый период» вместе с олимпийской чемпионкой Оксаной Домниной.
В 2021 году Вольфганг Черни сыграл в российском триллере о Второй мировой войне «Красный призрак» режиссёра Андрея Богатырева.
В 2023 году Черни получил награду за игру в фильме «Омут» на фестивале независимого кино в Вене.
В марте 2024 года стал одним из участников реалити-шоу «Сокровища императора» на телеканале «ТНТ».
Актёр владеет английским, немецким, французским и русским языками.
В 2024 году снялся в американском фильме «Нюрнберг».

## Личная жизнь
С 2016 года находится в отношениях с российской гражданкой Викторией Слободян (род. 1989). Поженились в 2019 году, а в 2021 году у Вольфганга и Виктории родился сын Леонард.
В свободное время Вольфганг увлекается Кроссфитом, катанием на лыжах и игрой Warhammer 40,000.

## Фильмография
| Год       |     | Русское название                   | Оригинальное название              | Роль                                |
| --------- | --- | ---------------------------------- | ---------------------------------- | ----------------------------------- |
| 2009—2010 | с   | Шторм любви                        | Sturm der Liebe                    | Лукас Застров, главная роль         |
| 2012      | ф   | Снайперы: Любовь под прицелом      | —                                  | Александр фон Фосс, главная роль    |
| 2014      | кор | SOKO Donau                         | SOKO Donau                         | Феликс Виммер, эпизод               |
| 2014      | тф  | Военный корреспондент              | —                                  | Мэтт МакКью, главная роль           |
| 2015      | тф  | SOKO München                       | SOKO München                       | Тобиас Кляйн, эпизод                |
| 2015—2015 | с   | Место преступления                 | Tatort                             | Мартин Рыба, эпизод                 |
| 2015      | ф   | Миссия невыполнима: Племя изгоев   | Mission: Impossible — Rogue Nation | австрийский полицейский             |
| 2015      | с   | Истребители. Последний бой         | —                                  | немецкий лётчик Бельке              |
| 2017      | ф   | Последний богатырь                 | —                                  | Алёша Попович                       |
| 2018—2018 | с   | Шпионы на всю голову               | Action Team                        | Богохардт, русско-австрийский шпион |
| 2018      | ф   | Т-34                               | —                                  | танковый снайпер Вольф Хайн         |
| 2018      | тф  | Собибор                            | —                                  | обершарфюрер СС Густав Вагнер       |
| 2019      | тф  | SOKO Donau                         | SOKO Donau                         | —                                   |
| 2020      | ф   | Вратарь Галактики                  | —                                  | Бородач с Таймс-сквер               |
| 2021      | ф   | Зоя                                | —                                  | гауптман Эрих Зоммер                |
| 2021      | ф   | Скажи ей                           | —                                  | Майкл                               |
| 2021      | ф   | Красный призрак                    | —                                  | гауптштурмфюрер Браун, главная роль |
| 2021      | ф   | Ряд 19                             | —                                  | Алексей                             |
| 2021      | ф   | Последний богатырь: Посланник тьмы | —                                  | Алёша Попович                       |
| 2022      | ф   | Легенда о самбо                    | —                                  | Василий Ощепков                     |
| 2022      | с   | Викинги: Вальхалла                 | Vikings: Valhalla                  | Стен Сигурдссон                     |
| 2022      | ф   | Омут                               | —                                  | Данила                              |
| 2023      | ф   | Нюрнберг                           | Nuremberg                          | Хельмут                             |
| 2024      | с   | Иные                               | —                                  | герр Максимилиан Нойманн            |
| 2024      | ф   | Золото Умальты                     | —                                  | Джек Нортон                         |
| 2025      | ф   | Нюрнберг                           | Nuremberg                          | Бальдур фон Ширах                   |